# Prix Alexis de Tocqueville
Der Prix Alexis de Tocqueville ist ein Preis für politische Literatur. Er wird etwa alle zwei Jahre von der Association Alexis de Tocqueville an eine Person vergeben, die herausragendes humanistisches Engagement und Einsatz für Freiheitsrechte gezeigt hat und dies in Fortsetzung der Ideen von Alexis de Tocqueville. Der Preis, eine Pariser Stiftung, wurde auf Initiative von Pierre Godefroy mit Unterstützung von Alain Peyrefitte 1979 ins Leben gerufen.
Die Jury wird zurzeit (2013) von Valéry Giscard d’Estaing geführt. Der Preis wird auf dem Stammsitz und Schloss von Tocqueville vergeben. Die Leitung der Gesellschaft hat Gräfin Stéphanie de Tocqueville d’Hérouville.

## Preisträger
- 1979: Raymond Aron
- 1980: David Riesman
- 1982: Alexander Alexandrowitsch Sinowjew
- 1984: Karl Popper
- 1987: Louis Dumont
- 1989: Octavio Paz
- 1991: François Furet
- 1994: Leszek Kołakowski
- 1997: Michel Crozier
- 1999: Daniel Bell
- 2003: Pierre Hassner
- 2006: Colin Powell
- 2008: Raymond Boudon
- 2010: Zbigniew Brzeziński
- 2014: Philippe Raynaud